# Аппалуза (порода лошадей)

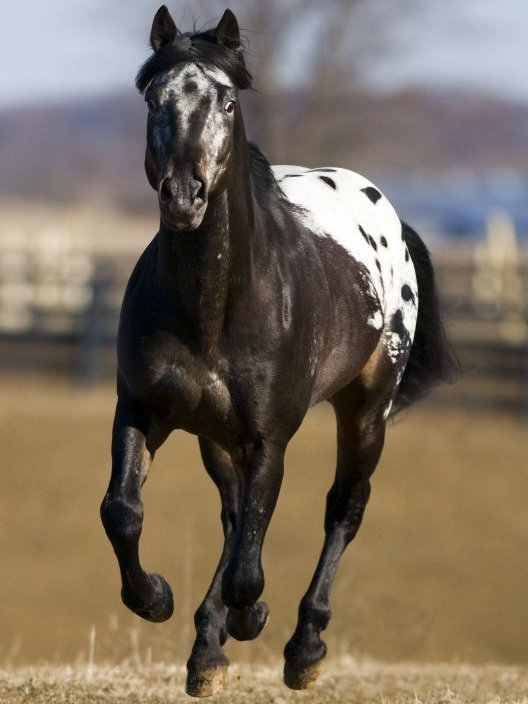
Аппалуза тёмного окраса.

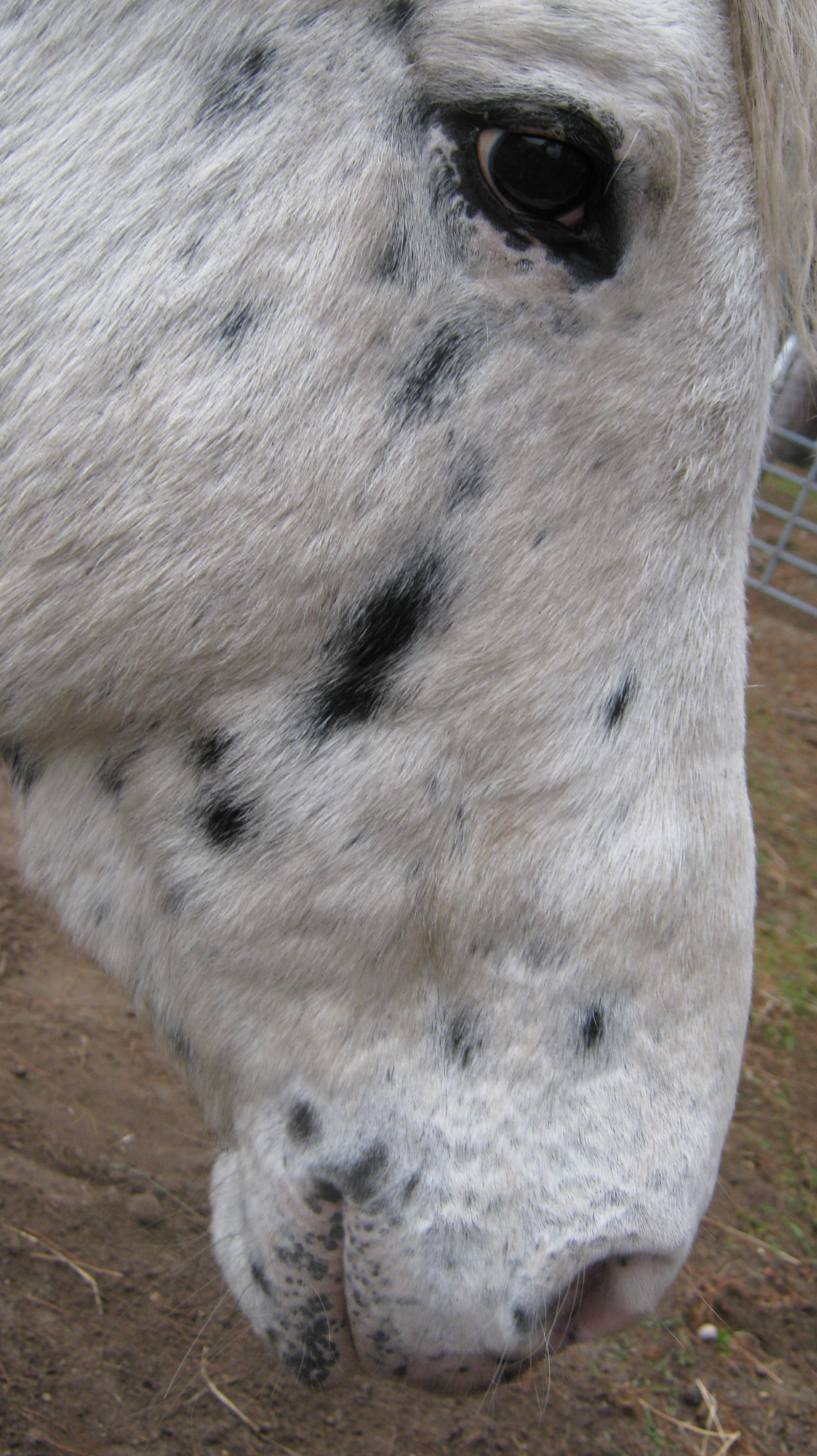
Характерные пятна на коже и белая склера глаза.

Аппалуза — чубарая порода лошади, выведенная и популярная в США.

## Происхождение
Эта порода была выведена индейцами племен не-персе путём селекции из потомков лошадей испанских конкистадоров и других пород, ввозимых в Америку европейцами. Вклад в породу внесли чубарые лошади, которые в XVIII веке вышли из моды в Европе и были в массовом порядке экспортированы в Америку. Часть этих лошадей оказалась на воле и в руках индейцев. После военного поражения и поселения в резервацию в 1877 году не-персе потеряли 2000 своих лошадей и утратили традиции коневодства. Порода сохранилась благодаря небольшому числу любителей и в полной мере была восстановлена в 1938 году вместе с образованием клуба любителей аппалузы.

## Особенности породы
Масть чубарая, может варьировать от тёмной с белыми пятнами до почти белой с небольшими темными пятнами. В отличие от других чубарых лошадей пятнистый окрас имеет не только шерсть, но и кожа. Копыта полосатые. Склера глаза видна в его нормальном положении и имеет белый цвет. Эти особенности обусловлены одним мутантным геном. Высота 14—16 ладоней (142—163 см), вес 450—500 кг. Аппалуза тонкого телосложения, но очень вынослива, что было доказано в войне не-персе.
Аппалуза генетически предрасположена к рецидивирующему увеиту, что без надлежащего лечения может приводить к слепоте.